# Паскаль, Этьен
Этьен Паскаль (фр. Étienne Pascal; 2 мая 1588, Клермон — 24 сентября 1651, Париж) — французский чиновник, юрист, математик, отец Блеза Паскаля.

## Биография
Родился в семье казначея Франции Мартина Паскаля и Маргариты Паскаль де Монс.
С 1608 года учился на юридическом факультете в Сорбонне, где получил диплом юриста в 1610 году. В том же году он вернулся в Клермон и занял должность советника в Нижней Оверни — районе, прилегающем к Клермону.
В 1616 году в возрасте 28 лет женился на Антуанетте Бегон (1596—1626), дочери сенешаля, которой тогда было 20 лет. В семье родились четверо детей. Старшая дочь, Антуанетта, появилась на свет в декабре 1617 года и умерла через несколько дней, не дожив даже до своего крещения. В январе 1620 года родилась Жильберта, в июне 1623 года — сын Блез, а в октябре 1625 — дочь Жаклин (1625—1661).
Антуанетта Бегон умерла в 1626 году. После её смерти Этьен более не вступал в брак и воспитывал детей один.
Служил налоговым чиновником, юристом и был богатым представителем служилого дворянства.
В 1631 году, через пять лет после смерти жены, Этьен Паскаль переехал с детьми в Париж. По прибытии в столицу семья вскоре наняла Луизу Дельфо — горничную, которая в итоге стала почти членом семьи.

## Научная деятельность
Этьен Паскаль интересовался наукой и математикой и был членом кружка Мерсенна. По поручению кардинала Ришельё  в 1634 году вошёл в научный комитет (в котором состояли также Пьер Эригон и Клод Мидорж), который был создан для оценки практической применимости способа определения долготы по движению Луны, предложенного  Жаном-Батистом Мореном. 
Этьен Паскаль изучил свойства геометрической фигуры, которую впоследствии по его имени назвали улиткой Паскаля.